# Sargocentron tiere
Sargocentron tiere là một loài cá biển thuộc chi Sargocentron trong họ Cá sơn đá. Loài này được mô tả lần đầu tiên vào năm 1829.

## Từ nguyên
Từ định danh tiere cũng là tên thông thường của loài cá này ở đảo Tahiti, cũng là nơi thu thập mẫu định danh.

## Phân bố và môi trường sống
S. tiere có phân bố rộng khắp khu vực Ấn Độ Dương - Thái Bình Dương, từ Seychelles, Madagascar và quần đảo Mascarene trải dài về phía đông đến tận quần đảo Hawaii và quần đảo Pitcairn, ngược lên phía bắc đến Nhật Bản (gồm cả quần đảo Ryukyu và quần đảo Ogasawara), xa về phía nam đến Úc, Nouvelle-Calédonie, Tonga và quần đảo Australes. S. tiere cũng được ghi nhận tại Việt Nam cùng quần đảo Hoàng Sa và quần đảo Trường Sa.
S. tiere sống trên các rạn san hô viền bờ và có thể được tìm thấy ở độ sâu đến ít nhất là 183 m.

## Mô tả
Chiều dài cơ thể lớn nhất được ghi nhận ở S. tiere là 35 cm, thường bắt gặp với chiều dài trung bình khoảng 20 cm. Loài này có màu đỏ với các dải sọc ánh xanh ở dưới bụng. Gai vây lưng màu đỏ, chóp trắng với một đốm trắng giữa mỗi màng. Rìa trước của vây bụng và vây hậu môn màu trắng.
Số gai ở vây lưng: 11; Số tia vây ở vây lưng: 13–15; Số gai ở vây hậu môn: 4; Số tia vây ở vây hậu môn: 9–10; Số tia vây ở vây ngực: 13–15; Số vảy đường bên: 45–52.

## Sinh thái
Thức ăn của S. tiere là động vật giáp xác, giun nhiều tơ và cá nhỏ.